# Spatholobus biauritus
Spatholobus biauritus là một loài thực vật có hoa trong họ Đậu. Loài này được C.F. Wei miêu tả khoa học đầu tiên năm 1985.